# П'ятдесят на п'ятдесят (фільм, 1972)
«П'ятдесят на п'ятдесят» (рос. «Пятьдесят на пятьдесят») — радянський художній фільм 1972 року режисера  Олександра Файнциммера.

## Синопсис
Американська і британська розвідки проводять велику спільну операцію. У Підмосков'ї, йдучи від оперативних співробітників КДБ, гине кур'єр американської розвідки, що йшов на зустріч з агентом. Для відновлення зв'язку з агентом керівництво ЦРУ посилає досвідченого розвідника Роберта Маллінза в НДР, де він зустрінеться з недавно завербованим американцями співробітником Міністерства зовнішньої торгівлі, який нібито повинен стати новим кур'єром для московського агента. Виконавши доручення, Маллінз повинен надійти в розпорядження британського резидента в Західній Німеччині Понса. Раніше вони не зустрічалися. У НДР Маллінза заарештовують, а потім під його ім'ям до ФРН вирушає радянський розвідник Волгін. Проникнувши в лігво британської розвідки, він повинен дізнатися ім'я зрадника, що працює в Москві, і зірвати план диверсії, розроблений противником.

## У ролях
- Василь Лановий —  Волгін
- Ірина Скобцева —  Барбара Кідс, секретар Понса
- Володимир Осенєв —  Понс — Реджинальд Роуз, резидент англійської розвідки в НДР
- Ігор Лєдогоров —  Роберт Маллінз, агент ЦРУ
- Наталія Величко —  Сільвія Гранвиль, зв'язкова Волгіна
- Михайло Погоржельський —  Делассі
- Геннадій Юдін —  Кульчер
- Володимир Козел —  генерал КДБ
- Геннадій Пєчніков —  Хайнц, співробітник розвідки НДР
- Петро Крилов —  помічник Хайнца
- Євген Весник —  хірург-травматолог
- Павло Винник —  патрульний поліцейський
- Олександр Вокач —  комісар поліції
- В'ячеслав Гостинський —  Френсіс
- Микола Волков-старший —  Хорст Заммердінг
- Юрій Леонідов —  Морлі
- Аскольд Лясота —  підручний Понса
- Борис Січкін —  офіціант з шашличної
- Микола Сморчков —  співробітник КДБ
- Світлана Старикова —  секретар Делассі
- Ігор Мілонов — агент на вокзалі

## Творча група
- Режисер:  Олександр Файнциммер
- Сценаристи: Ігор Іров,  Зиновій Юр'єв
- Композитор:  Роман Леденьов
- Оператор: Еміль Гулідов
- Художник:  Георгій Турильов